# كريستيان لايت
كريستيان لايت (9 نوفمبر 1985 بالبرازيل - ) هو لاعب كرة قدم برازيلي في مركز الهجوم. لعب مع نادي ثون ونادي فينترتور.

## وصلات خارجية
- كريستيان لايت على موقع قاعدة بيانات كرة القدم.إي يو (الإنجليزية)